# NGC 6104
NGC 6104 é uma galáxia espiral barrada (SBa) localizada na direcção da constelação de Corona Borealis. Possui uma declinação de +35° 42' 27" e uma ascensão recta de 16 horas, 16 minutos e 30,6 segundos.
A galáxia NGC 6104 foi descoberta em 16 de Maio de 1787 por William Herschel.